# 橋本文法
橋本文法（はしもとぶんぽう）は、橋本進吉により説述された日本語における文法のことであり、国文法のいわゆる四大文法（山田文法・松下文法・橋本文法・時枝文法）の一種である。学校文法の規範として、戦後国語教育への影響が大きい。

## 品詞分類
橋本文法の品詞は以下の通り。
- 詞（自立語）
  - 活用するもの - 単独で述語となるもの - 用言
    - 命令形あるもの - 動詞
    - 命令形なきもの - 形容詞
    - 形容動詞

  - 活用せぬもの
    - 主語となるもの - 体言
      - 名詞
      - 代名詞
      - 数詞

    - 主語とならぬもの
      - 修飾接続するもの - 副用言
        - 修飾するもの
          - 用言を修飾するもの - 副詞
          - 体言を修飾するもの - 副体詞（連体詞）

        - 接続するもの - 接続詞

      - 修飾接続せぬもの - 感動詞
- 辞（付属語）
  - 活用あるもの - 助動詞
    - 動詞にのみ付く
    - 種々の語に付く

  - 活用なきもの - （助詞）
    - 断続の意味なきもの
      - 連用語にも付く - 副助詞
      - 連用語には付かない - 準体助詞

    - 続くもの
      - 接続するもの
        - 用言にのみ付く - 接続助詞
        - 種々の語に付く - 並立助詞

      - 接続以外で続くもの
        - 体言に続く - 準副体助詞
        - 用言に続く
          - 体言にのみ付く - 格助詞
          - 種々の語に付く - 係助詞

    - 切れるもの
      - 文を終止する - 終助詞
      - 文節の終りに来る - 間投助詞

### 文・語・文節
まず、文を句切りながら発音して、実際の言語としてはそれ以上に句切ることはない個々の部分を「文節」とする。学校文法における指導などでは「ね」「さ」「よ」などを挟むことができる所で切る、と説明されている。
そして、文節は一定の意味を持ち、発音にもいくつかの規則性が見られる、とした。
次に文節を更に意味を有する言語単位に分解することで「語」を認める、とした。たとえば文節「山に」は「山」「に」のような語に分解される。ここで「山」のように独立し得る語を「詞」（自立語）、「に」のように常に詞に付くことで文節となる語を「辞」（付属語）とした。
さらに語について、「酒樽」（「酒」+「樽」）「本箱」（「本」+「箱」）のような「複合語」を取り上げ、分解することはできるが、一語となっていてそれぞれは部分を成すに過ぎない、とした。
辞については、助詞と助動詞のような「独立せぬ語」（「独立し得ぬ語」）の他、「お山」の「お」のような「接辞」もあるとしたが、接辞と「独立せぬ語」の区別は、根本的なものでなく、程度の差に過ぎない、としている（このような接辞は、品詞分類にはあらわれていない）。